# ソドム百二十日あるいは淫蕩学校
『ソドム百二十日あるいは淫蕩学校』（ソドムひゃくにじゅうにちあるいはいんとうがっこう、フランス語: Les Cent Vingt Journées de Sodome ou l’École du libertinage）は1785年にマルキ・ド・サドがバスティーユ牢獄で著した未完の小説である。サドの最初の本格的な作品だった。
悪事と放蕩によって莫大な財産を有する4人の男が、フランス中から拉致してきた美少女・美少年達と深い森の城館で120日に及ぶ性的・拷問的饗宴を繰り広げる物語が、性倒錯、暴力、善悪、反道徳、無神論といったテーマと共に描かれている。小説として完成しているのは序章と第一部のみであり、第二部から第四部は草案の域にとどまっているが、これは時間的・状況的制約のみならず、作者が「想像力を超えたものを表現する」ことができなかった可能性も指摘されている。

## 原稿の歴史

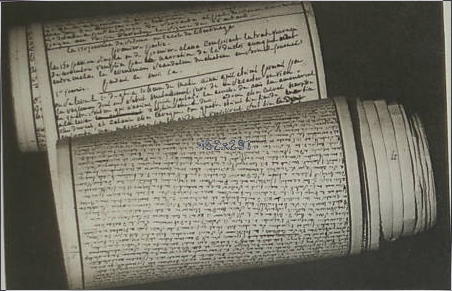
バスティーユ牢獄の「巻紙」

1785年10月22日に、サドはバスティーユ牢獄中で本書の清書を始める。作品の押収を避けるため、幅12センチの小紙片を糊付けして作った長さ12.1メートルの薄い巻紙の両面に小さくぎっしり詰まった文字で清書する作業は、午後7時から10時の間に行われ、11月28日に完成した。
だがフランス革命勃発の直前、1789年7月2日、サドはブリキ管を使って即席で作ったメガホンで壁の下に集まった群集を扇動しようとし、その結果、7月4日の午前1時、自身の言葉によると「蛆虫のように裸のままで」シャラントン精神病院へと連れ去られた。このため、彼はこの原稿を含む全ての私物をバスティーユに置き去りにせざるを得なかった。7月14日、牢獄は陥落し、略奪・破壊の後、サドの原稿も紛失してしまった。このような作品の喪失はサドに、その言葉によると、「血の涙」を流させた。
だがサドの死後、アルヌー・ド・サン＝マキシミンがバスチーユ牢獄のサドの一室で『ソドム』の巻紙を発見し、後にヴィルヌーヴ＝トラン家が3代に亘って所有することとなった。原稿は19世紀末にベルリンの精神科医イヴァン・ブロッホへ売却され、ブロッホは1904年にオイゲン・デューレンの偽名で最初の版を公刊したが、これは多数の転写ミスを含む粗悪な品質だった。ブロッホの死後、1929年にモーリス・エーヌがシャルル・ド・ノアイユ子爵の委託を受け原稿を入手、1931年から1935年にかけて、検閲を避けるため「愛書家の購読者」限定で出版し、その品質からこれが真正の原典版と考えられている。
のち1985年に、草稿は子爵の子孫によって売却され、ジュネーブの（主にエロティックな）稀覯書蒐集家であるジェラルド・ノルトマン(1930年 - 1992年)の手に渡った。草稿は2004年になって初めて、ジュネーブ近郊のマーチン・ボードマー基金にて公開された。
その後、フランスの投資会社アリストフィルの所有となったが、2015年にアリストフィルが倒産。同社の所蔵していた歴史的文献のコレクションとともに競売に出されたが、2017年12月にフランス文化省は競売の取り下げを命じ、草稿は国宝に指定された。
2021年7月9日、フランス文化省は草稿が455万ユーロ（約6億円）でフランス政府に買い上げられたことを発表した。今後は、フランス国立図書館を構成するアルセナル図書館の所蔵となる。

## あらすじと登場人物
ルイ14世治世の終わり頃、殺人と汚職により莫大な財産を有する45歳から60歳の4人の悪徳の限りを尽くした放蕩者達、ブランジ公爵、公爵の兄弟である司教、キュルヴァルの法院長、財務官デュルセが真冬にシュヴァルツヴァルトの古城シリング城に集まり、彼ら4人の絶対権力の下に置かれた42人の犠牲者、4人の遣り手婆、8人の絶倫男と共に閉じ籠る。
犠牲者は4人の妻（それぞれがそれぞれの娘と婚姻している）と、両親の下から誘拐された若い少年少女たちである。4人の遣り手婆＝「語り女」たちが、1ヶ月交代で1人150話ずつ計600の倒錯した物語を語り、主人たちはしばしばその場でそれを実行に移す。作品は日誌の形で構成され、4ヶ月と「単純（性交を伴わない）」「複合」「犯罪」「殺人」の4種の情熱に対応した4部からなる（第1部は完成されているが、残りは草案のみ）。犠牲者はありとあらゆる性的虐待と恐ろしい拷問の末に大半が殺される。

## 評価
この作品を最初に出版したブロッホ博士は、ありとあらゆる性的フェティシズムの徹底的なカテゴリ化には「医学者や、法学者や、人類学者たちにとって……科学的な重要さがある」と評している。ブロッホは『ソドム百二十日』をリヒャルト・フォン・クラフト＝エビングの『性的精神病理』と同等に考えていた。フェミニズムの著述家シモーヌ・ド・ボーヴォワールは1955年にフランス当局がサドの主要4作品の破壊を企てた時に『我々はサドを焚書にすべきなのか？』というエッセイを書いて『ソドム百二十日』を弁護した。
アンジェラ・カーターは著書『The Sadeian Woman』において『ソドム百二十日』の2人の登場人物について詳細に論じ、サドは「道徳的なポルノグラファー」であると解説している。
カミール・パーリアはサドの作品をとりわけ「ジャン＝ジャック・ルソーへの風刺的回答」であり、より一般的には啓蒙思想時代の、人間の生まれながらの善性という概念への風刺的回答であると見做している。この本に登場する性暴力の多くはジル・ド・レやバートリ・エルジェーベトの悪名高い歴史的な事例から引き出されたものである。

## 日本語訳
- 『ソドムの百二十日』大場正史訳、新流社、1961年
- 『ソドム百二十日』澁澤龍彦訳、桃源社、1962年 / 角川書店、1976年 / 富士見ロマン文庫、1983年 / 河出文庫、1991年 / 角川文庫、2012年 - 序章のみの抄訳
- 『ソドムの百二十日』佐藤晴夫訳、青土社、1990年 / 新装版、1997年 / 新版、2002年 - 全訳

## 映画作品
『ソドムの市』（イタリア語: Salò o le 120 giornate di Sodoma, 「サロ、あるいはソドムの120日」の意）
1975年製作、ピエル・パオロ・パゾリーニ監督、舞台をファシズム末期のイタリアに置き換えた映画。同時代人の多くはこれを史上最も物騒な映画だと考えたが、この映画には強姦、食糞、四肢切断などの恐怖シーンこそあれ、実際に小説に出て来る邪悪な営為にはほとんど触れていない。世界各国で上映禁止とされた。なお、パゾリーニは同映画を制作した後、殺害されている。